# Amfibijsko letalo
Amfibijsko letalo je letalo, ki lahko pristane tako na kopnem kot na vodi. To ima velike prednosti pri prilagoditvi na razmere v okolju. Letalo mora zaradi tega nositi dodaten tovor v trupu letala, ki je podoben ladijskemu trupu, prilagojeno elektroniko in pa dodatno težo koles (navadno so kolesna dvižna). Vse to vodi k temu, da mora imeti tako letalo večje in močnejše motorje, da lahko normalno vzleti in pristane.
Amfibijsko letalo se uporablja predvsem kot transportno letalo v oddaljenih predelih, kjer je malo pristajalnih stez, a veliko jezer in rek. Je okretnejši kot navaden hidroplan ali pa leteča ladja in pa v primeru visokih valov lahko mirno pristane na navadnem letališču in opravi svojo nalogo.
Amfibijska letala so veliko težja, zapletene izvedbe in pa veliko dražja od navadnih letal, vendar so veliko bolj prilagodljiva. Vseeno pa so veliko cenejša za dobavo in vzdrževanje od helikopterja, ki je narejen za enako nalogo. Amfibijska letala imajo daljše dolete v primerjavi s helikopterji in letalsko krilo je učinkovitejše od helikoptrskega rotorja. Največja slabost amfibijskih letal v primerjavi s hidroplani je v ogromni teži letala. To pomeni, da amfibijsko letalo Cessna 206 lahko nosi manj potnikov ali tovora in ima manjši dolet od hidroplana Cessna 206.
Danes skoraj ne izdelujejo več letečih ladij, ampak sedaj večino navadnih letal predelujejo v amfibijska letala, tako da zamenjajo pristajalna kolesa z amfibijskimi plovci. Manjše tovarne širom sveta še vedno izdelujejo amfibijska letala, vendar število le-teh upada.